# Olimpiusz Polański
Olimpiusz Polański, ukr. Олимпій Полянський (ur. w 1856, zm. 13 marca 1917 w Jurowcach) – ksiądz greckokatolicki, zastępca marszałka powiatu sanockiego, Karola Łepkowskiego w latach 1906-1912.
Wyświęcony w 1881. Żonaty, owdowiał w 1884. W latach 1881–1883 wikary w Wisłoku Górnym, w latach 1883-1885 wikary w Chyrowie, w latach 1885-1891 asystent katedry w Przemyślu.
Od 1891 do śmierci proboszcz parafii w Jurowcach.